# Вольвач Петро Васильович
Петро Васильович Вольвач (нар. 15 грудня 1938, у с. Вольвачівка (нині Новопрокопівка), Токмацький район, Запорізька область) — український учений-садівник, агроеколог, історик аграрної науки, академік Української академії екологічних наук (з 1999 р.), доктор філософії в галузі біології (1998 р.), дійсний член НТШ, член НСПУ, симиренкознавець, лауреат премій ім. Л. П. Симиренка НАН України (2012 р.) і Дмитра Нитченка (2010 р.), Кримського відділення НАН України (1993 р.), голова Всекримського товариства вчених, заслужений діяч науки і техніки АРК. Голова Кримського осередку Наукового товариства ім. Шевченка, стипендіат Президента України (з 2006 р.).

## Життєпис
1956 року закінчив 10 класів Новопрокопівської середньої школи. Для набуття необхідного трудового стажу для вступу до Вишу працював у місцевому колгоспі.
Упродовж 1956—1957 рр. навчався у Запорізькому ремісничому училищі механізації сільського господарства. Закінчив його з відзнакою, отримавши спеціальність механізатора широкого профілю. Після закінчення училища до серпня 1958 працював трактористом та комбайнером у рідному селі.
Після успішного складання іспитів у серпні 1958 року поступив до Кримського сільськогосподарського інституту у місті Сімферополі, факультет плодівництва та виноградарства, який з відзнакою закінчив у березні 1963 року за фахом учений-агроном.
Після закінчення інституту Вченою радою був рекомендований на наукову роботу і скерований до Кримської помологічної станції ВІР, у якій працював до вступу в аспірантуру Всесоюзного науково-дослідного інституту рослинництва імені академіка Миколи Вавилова (м. Ленінград). Наприкінці 1968 року у цьому ж інституті успішно захистив дисертацію з імунітету плодових культур.
Після аспірантури отримав скерування на Кримську помологічну станцію ВІР (м. Бахчисарай, Севастополь). Працював на посаді старшого наукового співробітника та заступника директора з наукової роботи (до травня 1972 року). За час роботи на Кримській помологічній станції вперше у колишньому Радянському Союзі здійснив імунологічну оцінку генофонду плодових культур до інфекційних захворювань, виділивши цілу низку цінних сортів-донорів природної стійкості. Зазначені дані нині широко використовують селекціонери у багатьох країнах світу.
У 1972 році був запрошений на роботу у створений у Києві Головплодвинпром України. Працював там начальником відділу плодівництва та розсадництва.
У відповідності з розпорядженням Ради міністрів УРСР наприкінці 1972 року мав отримати з сім'єю житло в Оболонському районі м. Києва. Проте, через знайомство з тогочасним опозиційним до радянського режиму молодіжним середовищем та участь у громадських акціях потрапив у поле зору КГБ, проходив по агентурній справі «Блок». Був звільнений з роботи і висланий до Мелітополя.
До 1977 року працював старшим науковим співробітником Мелітопольського інституту зрошуваного садівництва.
У 1978 році повернувся до Криму. Працював у різних науково-дослідних установах Криму. Працюючи у Кримському комплексному відділі українського інституту гідротехніки та меліорації (м. Сімферополь), упродовж 1978—1983 років брав участь у створенні першого в країні промислового саду на краплинному зрощенні (с. П'ятихатка, Красногвардійський р-н Кримської області). Обіймав посади начальника обласної станції захисту рослин, заступника голови обласного об'єднання «Сільгоспхімія».
Від 1984 року — старший науковий співробітник Сімферопольського державного університету, виконував госпдоговірну наукову тематику в Узбекистані, читав курс фізіології рослин на біологічному факультеті університету.
У 1988 році на конкурсній основі обраний завідувачем Кримського відділу Центрального інституту агрохімічного обслуговування сільського господарства (ЦІНАО м. Москва).
Із здобуттям незалежності України Петро Вольвач ініціював створення Південного наукового центру агроекології Міністерства сільського господарства України. Центр здійснював агрохімічне обслуговування кримських господарств, надавав науково-методичну допомогу тепличним господарствам, контроль за якістю рослинницької продукції, вивчав вплив зрощення кримських земель на радіаційне забруднення довкілля та сільськогосподарської продукції. За ці дослідження обраний академіком Української академії екологічних наук. Посаду директора цього Центру обіймав до виходу на пенсію за віком у 2001 році.

## Громадська діяльність
Упродовж 2001—2006 рр. працював провідним науковим співробітником Всеукраїнського інформаційно-культурного центру у місті Сімферополі.
Вивчав роль України та українського етносу у відродженні та розбудові Криму, підготував монографію «Українці Криму». Був співініціатором проведення двох Всекримських конгресів українців.
У 1989 році балотувався кандидатом в депутати Верховної ради УРСР. Від громадських організацій Криму, Народного руху України та «Нашої України» висувався кілька разів кандидатом у депутати Верховної Ради України та Верховної Ради АР Крим.
Петро Вольвач — один з організаторів Всеукраїнського товариства «Просвіта» імені Тараса Шевченка, Всеукраїнського товариства учених «Крим з Україною», двох Конгресів українців Криму, першої на теренах півострова української газети «Кримська світлиця», української гімназії у м. Сімферополі, Собору рівноапостольних князів Володимира та Ольги УПЦ Київського патріархату у м. Сімферополі. Він був делегатом і учасником шести Всесвітніх форумів українців. Упродовж 15 років очолював Кримську філію Наукового товариства ім. Тараса Шевченка.

## Наукові інтереси
Петро Вольвач розробив і почав впроваджувати у життя дві наукові програми з садівництва: «Відродження місцевих стародавніх сортів плодових культур Криму» та «Відродження і розвиток у Криму чаїрного садівництва». Вони стали переможцями Всеукраїнського конкурсу МОН України.
Ще у студентські роки розпочав вивчення творчої спадщини видатної української родини Симиренків. Значною мірою посприяв поверненню в українську історію кількох її видатних представників, зокрема, всесвітньо відомих українських учених-садівників та помологів — Левка Симиренка та його сина професора Володимира Симиренка.
Ініціатор створення на батьківщині Симиренків, на Черкащині меморіального музею «Родини Симиренків» та прийняття спеціальної Постанови ВР України про вшанування пам'яті видатних українських учених-садівників. За ініціативою Петра Вольвача та Миколи Ковальчука здійснено відродження Симиренківської Свято-Троїцької церкви та родинного цвинтаря навколо неї. Цю церкву у 1859 році відвідував Тарас Шевченко.
Петро Вольвач є упорядником, автором, видавцем та науковим редактором праць Л. П. Симиренка:
- Місцеві стародавні сорти плодових культур Криму. Видавництво «Таврія», Сімферополь, 1996, ст. 196
- Кримське промислове плодівництво, т. 1. Видавництво «Таврія — плюс», Сімферополь, 2001, 765 с.
- Кримське промислове плодівництво, т. 2. Видавництво «Таврія», Сімферополь, 2005, 730 с.

## Публікації

### Монографії
- Л. П. Симиренко, видавництво «Колос», Москва, 1984, 175 с.
- Борошниста роса яблуні (Мучнистая роса яблони), видавництво «Колос», Москва, 1986, 125 с.
- Захист рослин в садах, виноградниках та городах, видавництво «Таврія», Сімферополь, 1989, 205 с.
- Серед пісків, за шляхом Муравським (у співавторстві з З. Г. Дубровським), Видавничий дім МГТ, м. Мелітополь, 2007, 252 с.
- Крим: шлях до України (упорядник та автор статей), видавництво «Таврія», 2006, 285 с.
- Л. П. Симиренко — фундатор українського промислового садівництва, книга 1, видавництво «Таврія», Сімферополь, 2002, с. 308.
- Л. П. Симиренко — фундатор українського промислового садівництва, книга 2, видавництво «Таврія», Сімферополь, 2003, 286 с.
- Л. П. Симиренко — фундатор українського промислового садівництва, книга 3, видавництво «Таврія», Сімферополь, 2004, 302 с.
- Л. П. Симиренко і Крим, видавництво «Таврія», Сімферополь, 2005, 318 с.
- Витоки промислового садівництва, видавництво «Доля», Сімферополь, 2012, 126 с.
- Провісник (у співавторстві з В. І. Різником), т. 1, ТОВ, «Видавничий будинок Мелітопольської міської друкарні», Мелітополь, Т. І, 2008, 382 С.
- Провісник (у співавторстві з В. І. Різником), Т. 2, 2008, 213 с.
- Українська провесінь Криму, видавництво «Доля», 2008, 359 с.

### Інші
- Наш Крим (збірник публіцистичних праць), Видавництво КІС, 2016, 315 с.
- Поетична збірка «Рубікон», Сімферополь, 1999, 55 с.
- Поетична збірка (дитяча) «Лісові друзі», ТОВ «Видавничий будинок Мелітопольської міської друкарні», 2003, 24 с.

## Нагороди
За вагомий внесок у відродження Симиренківської спадщини дослідника обрано почесним садівником Інституту помології ім. Л. П. Симиренка, вшановано Почесною грамотою та орденом «За заслуги перед Черкащиною». А у 2012 році НАН України нагородила симирекознавця премією ім. Л. П. Симиренка.
За відродження симиренківської церкви та родинного цвинтаря нагороджений патріархом Філаретом медаллю св. Юрія Переможця УПЦ Київського патріархату.
- Орден «За заслуги» ІІІ ступеня (2006).